# نقش النمارة
نقش النَّمارة أو حجر نمارة أو كما يعرف بنقش امرؤ القيس هو ما يُعتقد أنه مرحلة سابقة للعربية الفصحى، ويرجع تأريخه إلى عام 328م وكان قد كتب بالخط النَّبطي المتأخر. وقد عثرت عليه البعثة الفرنسية في مطلع القرن العشرين في منطقة النمارة شرقي جبل العرب بسورية. ويعتقد غالبية المختصين أن نقش النمارة هو شاهد قبر امرؤ القيس بن عمرو الأول، أحد ملوك المناذرة في الحيرة قبل الإسلام. وقد تم تحديد تأريخ وفاته إلى العام 328 ميلادي بناء على قراءاتهم لهذا النقش.ويُلاحَظ من دراسة نص النمارة، حسب بعض المختصين، التطوُّر الواضح العربية القديمة إلى العربية الفصيحة. يحتفظ متحف اللوفر في باريس بالنسخة الأصلية للنقش.

## الاستكشاف
عثر المستشرقان رينيه ديسو وفريدريك ماكلر سنة 1901، على شاهد قبر مصنوع من حجر البازلت، على بعد كيلومتر من النمارة القائمة على انقاض قصر روماني شرقي جبل حوران.

## النقش

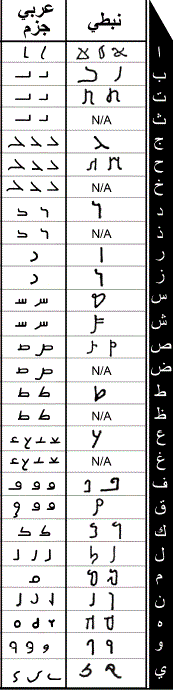
أشكال لحروف نقش النمارة وما يقابلها بالعربية

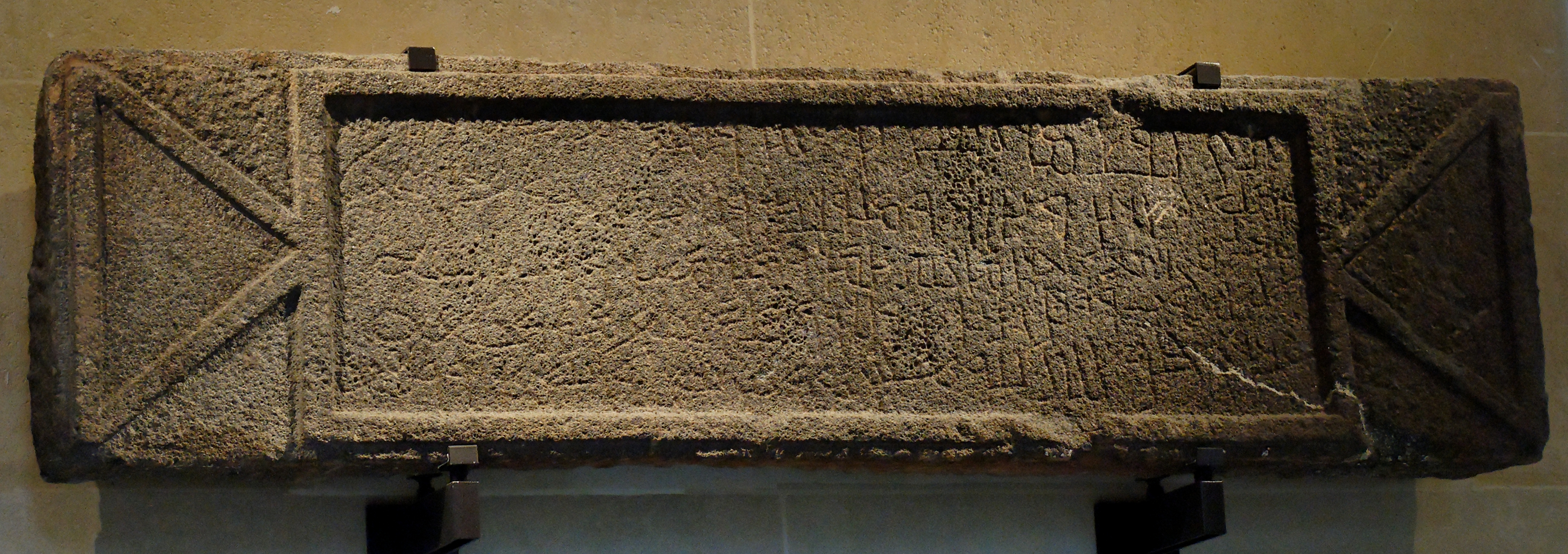
شاهد قبر ملك العرب كُلّها، مصنوع من البازلت، وُجد في النمارة في حوران، جنوب سوريا. معروض الآن قرب الآثار الشرقية في متحف اللوفر - غرفة 19. كما توجد قطعة أصلية منسوخة في متحف الخط العربي في دمشق القديمة.

## النقحرة
نشرت القراءة النبطية والعربية الأولى لنقش النمارة عام 1905 من قبل مكتشف الحجر رينيه ديسو. وحسب قراءة دوسو ابتدأ النص بإعلام القارئ بأن هذا النقش هو شاهد قبر الملك امرؤ القيس، ثم عدد إنجازاته الحربية وأخيرا سجل يوم وسنة وفاته. ورغم أن العديد من المستشرقين أعادوا قراءة النص عربيًا خلال القرن الماضي إلا أن قراءاتهم جميعًا اتفقت مع الخطوط العامة لقراءة دوسو الأصلية، وهذا نصها بالنبطية والعربية:

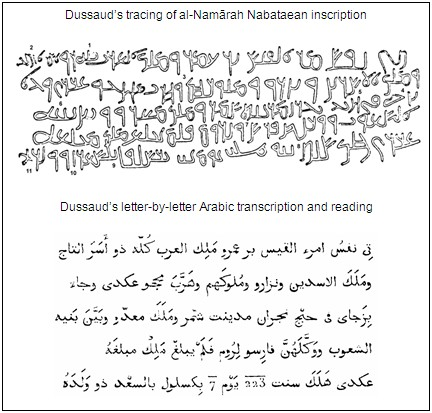
رسم الحروف النبطية وقراءة نقش النمارة عربيًا كما نشره المستشرق الفرنسي رينيه دوسو عام 1905 (أضيفت الأرقام للتوضيح)

وفي الأسفل كلمات النقش بالحروف النبطية وترجمتها العربية، حسب قراءات وتفسيرات غالبية الذين درسوا هذا النقش في العالم العربي، علما أن هناك اختلافا بينهم في قراءة بعض الكلمات العربية أو تفسير معناها:

«تي نفس مر القيس بر عمرو ملك العرب كله ذو أسر التج

صورة سالبة للنقش

وملك الأسدين ونزرو وملوكهم وهرب مذحجو عكدي وجأ
بزجي في حبج نجرن مدينت شمرو ملك معدو ونزل بنيه
الشعوب ووكلهن فرس والروم فلم يبلغ مبلغه
عكدي هلك سنت 223 يوم 7 بكلول بلسعد ذو ولده»

وهذا تفسير القراءة أعلاه بالعربية الحديثة:
ومَلَكَ الأَسْدِيِّين ونزارَ وملوكَـَهم، وهرَّبَ مذحجَ عكداً. وجاء
يزجي في حَبَجِ نجران مدينةِ شمر. ومَلَك مَعَدَّ ونزَّلَ بنِيهِ
الشعوبَ، ووكَّلهم فارس والروم. فلم يبلُغ ملِكٌ مبلغَه

### تفسيرات حديثة
وفي عام 1985 قام المستشرق الأمريكي جيمس بلمي من جامعة ميشغن بإعادة دراسة النقش وتعديل رسم حروفه النبطية. ومن ضمن تعديلاته كان تعديله لرسم دوسو لكلمتين في بداية السطر الثالث، وتحديدا كلمتي «يزجي» و «حبج»، وتصحيحهما إلى الكلمتين «يزجه» و «رتج» على التوالي. أما قراءته العربية للنص فرغم اختلاف العديد من كلماتها مع قراءة دوسو فقد اتفقت مع خطوطها العامة، وهذا نص ترجمتها بالعربية، مع إضافة توضيحات بين الأقواس:

تي (هذه) نَفسُ (شاهدة قبر) امرؤ القيس بن عَمرو مَلِكُ العرب، ولقبهُ ذو أسَد ومذحج.

ومَلَكَ الأسديين ونزار وملوكهمْ وهَرَّبَ مذحج عَكدي (كلمة عامية تدمج الكلمتين «عن قضى»، بمعنى بعد ذلك) وجاء (أي امرؤ القيس) يزجها (يقاتلها بضراوة) في رُتِجِ (أبواب) نَجران، مدينة شمّر، ومَلَكَ معد (بنو مَعَدْ في اليمن) ونَبَلَ بنَبه الشعوب (عامل نبلاءهم باحترام ولطف) ووكلهن (أي عين نبلاءهم شيوخا للقبائل) فرأسو لروما (فاعترفو بسيادة روما عليهم) فلم يبلغ ملك مَبلَغَه.

عكدي (بعد ذلك) هلك سَنَة 223، يوم 7 بكسلول (كانون الأول)، يالِسَعْدِ ذو (الذي) والاهُ (بايعه أو جعله وليا له).

### قراءة كريستيان روبان
قدم عالم العربيات كريستيان روبن في عام 1997، دراسة لهذا النقش،وهذا نص ترجمته بالعربية:

«تي نفس مر القيس بر عمرو ملك العرب كله ذو أسد التاج
وملك الأسرين ونزرو وملوكهم وحرب مذحجو عكدي وجأ
بـ-زجـ-ـه في رتج نجرن مدينة شمر وملك معدو ونحل بنيه
الشعوب و-وكل الفرس والروم فلم يبلغ ملك مبلغه
عكدي هلك سنة 223 يوم 7 بـ-كسلول بلسعد ذو ولده»

وهذا تفسير روبان:
ومَلَكَ السوريتين ونزارَ وملوكَهم، وحارب مذحجَ حتى
ضرب برمحه في باب نجران مدينةِ شمر. وأصبح مَلَك على مَعَدَّ. وقسم بين أبنائه –
القبائل، ووكَّل فارس والروم. ولم يبلُغ ملِكٌ مبلغَه
حتى توفي سنة 223، في اليوم السابع من كسلول – من سوء حظ ولده.
.

### قراءة أحمد الجلاد
قدم عالم العربيات "أحمد الجلاد" - أستاذ اللغة العربية واللغويات الساميَّة في جامعة لايدن، دراسة جديدة لهذا النقش في عام 2021،وهذا نص ترجمته بالعربية:

«تي نفس مر القيس بر عمرو ملك العرب كله ذو أسر التاج
وملك الأسرين ونزرو وملوكهم وحرب مذحجو عكدي وجأ
بـ-زجـ-ـه بي رتج نجرن مدينة شمر وملك معدو ونحل بنيه
الشعوب و-وكل الفرس والروم بـ-لم يبلغ ملك مبلغه
عكدي هلك سنة 223 يوم 3 بـ-كسلول»

وهذا تفسير الجلاد:
ومَلَكَ السوريتين ونزارَ وملوكَهم. وحارب مذحجَ ثم (أو: حتى)
جاء برمحه إلى أبواب نجران مدينةِ شمر. ومَلَك مَعَدَاً. وأعطى بنيه –
الشعوب، وقد أُعطيوا السلطان (من قبله)، لا الفرس ولا الروم؛ ولم يبلُغ ملِكٌ مبلغَه
ورغم أن جميع القراءات السائدة بين العلماء، كالقراءات أعلاه، تجمع أن حجر هذا النقش كان شاهد قبر ملك الحيرة امرؤ القيس بن عمرو، إلا أن هناك قراءة قام بها الباحث سعد الدين أبوالحب عام 2009، بعد إعادته تعقب الحروف النبطية للنقش وبعد ترجمته لها بالحروف العربية، تعتقد أن نقش النمارة لم يتحدث عن إنجازات امرؤ القيس، وحجره لم يكن شاهد قبره.ومن وجهة نظرة - يرى أن الجملة الأولى لم تكن إلا جملة افتتاحية اقسمت بروح الملك امرؤ القيس قبل الدخول إلى الفقرة الأساسية للنقش والتي تحدثت عن تفاصيل انتصار أحد القادة العرب المتحالفين مع الروم، واسمه عكدي، على قبيلة مذحج وذلك بعد معركة في شعاب نجران. أدناه ملخص قراءة الباحث الحرفية، نبطيا وعربيا، للنقش والتي نشرت في فصل  من فصول كتابه بالإنكليزية عن تأريخ اللغة والكتابة العربية. وبعدها قراءته للنقش بالعربية الحديثة مع شروح مقتضبة بين الأقواس:

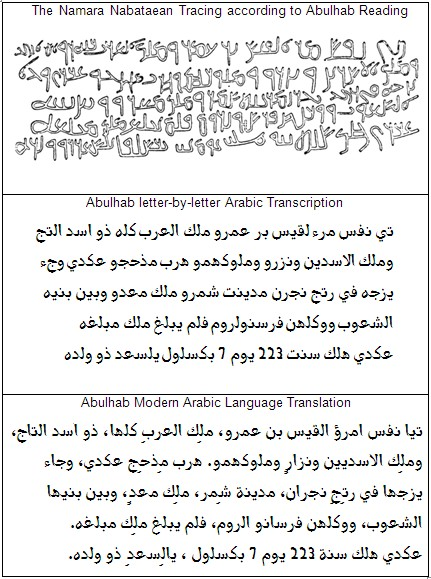
رسم حروف نقش النمارة النبطية (أعلى) ثم ترجمتها الحرفية بالعربية (وسط) مع ترجمة بالعربية الحديثة بعد إضافة حروف الألف والحركات وفواصل الفقرات، وذلك حسب قراءة سعد الدين ابوالحب

تَيا (قَسماً يا؛ يا) نَفسُ (روحُ) امرؤ القيس بن عَمْرو، مَلِكُ العَرَبِ كُلُّها، ذو أسَد التاج (كُنية)، ومَلِكُ الأسَديين (بنو أسد، نَجْدْ) ونَزارٍ (بنو نَزار، الحجاز) وملُوكَهُمو.

هَرَّبَ (هزّم) مِذْحِج (قبيلة يمنية، اسم المفعول به) عكْدي (اسم علم، الفاعل)، وجاء (أي عكْدي) يزُجُّها (يُقاتلها بضراوة) في رُتِجِ (شِعاب؛ طُرُقْ ضَيّقة) نَجران، مدينة شِمرْ (الملك شِمرْ يَرعشْ)، مَلِكُ مَعَدٍ (بنو مَعَدْ في اليمن)، وبَيّنَ (مَيّزَ بَيْنَ، أي لم يكن عشوائيا بتعامله) بنيها (ابناءها، أي أبناء مذحج) الشعوب (أفخاذ قبيلة مِذْحج)، ووكَّلَهُنَّ (وَضَعَهُنَّ تحت حماية) فُرْسانُ الروم، فَلمْ يبلغْ مَلِكٌ (لم يبلغ حتى مَلِكٌ) مَبلَغَه (ما بَلَغَهُ عكدي).

عكْدي هَلَكَ (مات؛ قُتِلَ) سَنَة 223 (من تقويم بصرى، الموافق 328م)، يَومْ 7 بكسلولْ (كانون الأول)، يالِسَعْدِ (يالسعادةِ) ذو (الذي) وَلَدَه (أَنْجَبَهْ).

## دراسات وتفسيرات حول النقش
لقد كان نصيب نقش النمارة أن يكون أحد أهم الدلائل النقشية المستخدمة في بحوث كل من تأريخ اللغة العربية الفصحى وتأريخ الكتابة العربية الحديثة. وأهميته القصوى في دراسة تأريخ اللغة العربية جاءت أساسا بعد انتشار النظريات الاستشراقية في القرن التاسع عشر والتي أرجعت نشوء العربية الفصحى إلى ما بعد الإسلام وتجاوزت دلائل الشعر الجاهلي لعدم وجود أدلة مادية ملموسة لها على حد زعمهم. ورغم أن نقش النمارة هو أهم النقوش العربية لوضوح ومتانة لغته ولكن لا يمكن اعتباره النقش الوحيد لإثبات جذور العربية الفصحى قبل الإسلام، إذ لدينا آلاف النقوش العربية بخط المسند من أنحاء الجزيرة العربية، وخاصة اليمن، والتي استخدمت مفردات عربية فصحى واضحة. هذا بالإضافة إلى العديد من النقوش النبطية الأخرى مثل نقش أم الجمال الأول الأقدم منه عمرا.
ورغم أن غالبية كلمات النقش عربية مفهومة عموما، ظهرت بعض الكلمات الغريبة ككلمة «عكدي» التي اختلف في تفسيرها المختصين، إذ افترض بعضهم إنها كلمة قواعدية تعني «أبدا» أو «بعد ذلك» أو «فيما بعد». وقد ظهرت هذه الكلمة في جملتين، الأولى «هرّبَ مذحجو عكدي وجاء...»، والثانية «عكدي هَلك سنة...». ولأن هذه الكلمة استُخدمت أولا بعد فعل تبعه اسم ثم استُخدمت في المرة الثانية مباشرة قبل فعل ماضي ولم يتبعها اسم فاعل أو اسم مفعول به، اعتقد البعض أنها الاسم عكدي من عكد، مثله مثل الاسم حسني من حسن ورمزي من رمز، وأن حجر النمارة هو اما شاهد قبر أو نصب تذكاري لأحد رفاق امرؤ القيس، أو ربما ملك لاحق، واسمه عكدي. إذ بدأ النص حسب قراءتهم بجملة أولية تكريما لامرؤ القيس ثم عدد خدمات عكدي وإنجازاته الحربية واختتم ذلك بتأريخ وفاته.
أما الأهمية القصوى الأخرى لنقش النمارة فهي بعلاقته بنشوء وتطور الكتابة العربية الحديثة، التي سميت قديما بخط الجزم، وقد اختلف على أصولها الباحثون، سابقا وحديثا. ورغم أن العديد من علماء الحضارة العربية الإسلامية كابن خلدون والقلقشندي والهمداني اعتقدوا أن الخط العربي الحديث اشتق من الخط المسند، إلا أن النظريات الاستشراقية الحديثة تعتقد أنه كان قد تطور من الخط النبطي الأرامي. إذ لا يمكن إنكار تشابه حروف النبطية المتأخرة في نقش النمارة مع الحروف العربية. فبعد القراءة الأولى للحجر الأصلي نجد أشكالاً حرفية متصلة وقريبة بعض الشيء من العربية. فقد قرأت الكلمة الثانية من السطر الثاني على أنها "الأسدين"، متضمنتاً الحرف المركب "لام- أليف"، رغم تلف الحجر الواضح في موقع تلك الكلمة. في عدة مناطق أخرى على الحجر يمكن ملاحظة أشكال شبيهه بالعربية للباء والهاء النهائيتين، وشكلين لحرف الكاف النبطية، بل وحتى إشارة لتاء مربوطة مستقبلية". ولكن وبرغم كل هذا لا يمكننا إنكار أن العديد من أشكال الحروف العربية الحديثة تبدو مشتقة بوضوح من أشكال حروف الخط المسند، وخاصة حرف الراء الذي كان مطابقا لنظيره في المسند. أما اتصال الحروف فلدينا اليوم أدلة نقشية عديدة تثبت أن الخط المسند كان هو الآخر قد كتب بحروف متصلة في القرن الثالث والرابع الميلادي.
ولتحديد تأريخ النقش فقد تم قراءة الكلمتين بعد الكلمة «سنت» في هذا النقش، شأنه في ذلك شأن نقشي حران وجبل أسيس، على أنها أرقام نبطية. وتم قراءة الجزء الأخير من الكلمة الثانية، المتشابهة في النقوش الثلاثة على أنه الرقم ثلاثة وعشرون. وقراءة الرمز الأخير كرقم نبطي سيعني أن رقم الآحاد كان متشابها في سنوات النقوش الثلاث. ولكن عند البحث في أشكال الأرقام النبطية لا نعثر على شكل رقمي مشابه قطعيا لهذا الرمز، إذ ربما اشار هذا الرمز الأخير لحدث أو عام وليس لرقم. وتحديد تأريخ النقش لها أهمية قصوى إذ أن نقش سكاكة كان هو الآخر قد تحدث بالتحديد عن أحد أبناء أو عبيد امرؤ القيس. وقد تم تقدير تأريخ ذلك النقش حوالي تاريخ نقش النمارة أو بضعة عقود بعده في أكثر تقدير. ولكن وبعد تفحص الأشكال الحرفية وطريقة كتابة «امرؤ القيس» في كلا النقشين، وبينهما بضعة عقود فقط، يرى بعض الباحثين «أن الكتابة النبطية لا يمكن أن تكون قد تطورت إلى كتابة الجزم وإنما عاصرتها وتفاعلت معها».

## شرح المفردات
- تي: «هذه»اسم إشارة للمفرد المؤنث حسب العديد من اللغويين وهي قد تكون عربية صحيحة، إذ كتب ابن منظور في شروحه عن حرف الذال في لسان العرب: (أبا الهيثم قال: يقال في تأنيث هذا هذه منطلقة فيصلون ياء بالهاء؛ وقال بعضهم: هذي منطلقة، وتي منطلقة، وتا منطلقة). ولكن وحسب رأي سعد الدين ابوالحب، والذي يعتقد أن (تي) في نقش النمارة هي (تيا) أو حتى (تي) ولكنها استخدمت بمعنى (حرف تنبيه أو حرف تنبيه مع قسم)، فإن لسان العرب استخدم (قال بعضهم) ولم يعطي أي مثال في الشعر كعادته ولم يذكر أن (تي) استخدمت وحدها كاسم إشارة عند العرب في شروحه المسهبة عن حرف التاء رغم إشارته للعديد من أسماء الإشارة المشتقة من (تا). كما أن بيت الفية بن مالك في قواعد العربية قال (بذا لمُفْرَدٍ مُذكّــرٍ أشِــرْ .... بذي وذِهْ وتا على الأنثى اقتَصرْ)، أي أنه حدد ثلاث أسماء فقط للإشارة للمفرد المؤنث بالعربية [16]
- نفس: «نفس»، وجاء المعنى على رأي معظم العلماء "ضريح"، واعتمادا على تفسيرهم لمصطلح (نفس وقبر) الشائع على نقوش المسند الجنوبية بمعنى (ضريح وقبر).
- أمر القيس: هو امرؤ القيس بن عمرو أحد ملوك الحيرة.
- بـر: «ابن»، وهي لغة عربية شمالية، وتوجد أيضاً في السبئية المتقدمة كما في نقش شقيق الملك الشهير كربئيل وتر.[17]
- كله: «كلها» وكانت حروف العلة لا تُكتب.
- ذو: وحسب لسان العرب استخدمت بمعاني كثيرة ومن ضمنها معنى «الذي» في لغة طيئ.
- أسَرَ: «أخذ» و «عصب» و «عقد»، والدلالة واضحة.
- التج: «التاج».
- الأسديين: وفقاً للمستشرق رينيه ديسو تعني بنو أسد. أما كريستيان روبن وأحمد الجلاد – فقد صححا النقل من الدال إلى الراء (ʾl-ʼšryn) بمعنى السوريتين.
- هَرَّبَ: جعلهم يهربون ويفرّون. وقد فسّرها جواد علي بـ «هزم». أما كريستيان روبن وأحمد الجلاد – فقد صححا النقل من الهاء إلى الحاء (ḥrb) بمعنى قاتل.
- عكدي: قرأها كريستيان روبن بمعنى "حتى". أما الجلاد ففضل تفسيرها "ثم"، مع أنه لم يستبعد أن يكون معناها "حتى". كما فسرها المستشرق الأمريكي "جيمس بيلامي" على أنها كلمة عامية مشتقة من «عن قضى» بمعنى «بعد ذلك».[8]أما الباحث "أبو الحب" فقد اعتبرها اسم علم بمعنى «أصلي» مشتق من الاسم «عكد» مثله مثل الأسماء العربية العديدة التي يشتقها العرب بإضافة الياء لاسم ما كسعدي من سعد وحسني من حسن.
- يزجي: «يدفع» و «يسوق». أما كريستيان روبن وأحمد الجلاد – فقد صححا النقل إلى (b-zg-h) – (بـ-زجـ-ـه) بمعنى "برمحه" ، والزج عند العرب هي آلة الرمح.
- حبج: «ضرب»، حبجَه بالعصا يحبجُه حَبْجاً: ضربَه. أما كريستيان روبن وأحمد الجلاد – فقد صححا النقل إلى (rtg) – (رتج) بمعنى "الباب" ، ورتج عند العرب هو باب الحصن العظيم.
- شمر: هو شمر يهرعش ملك عرب الجنوب الشهير، وشمر صاحب مدينة نجران، هو شمر يهرعش في رأي أكثر العلماء، وينطبق زمانه على زمان "امرؤ القيس". وإذا صح هذا الرأي، نكون قد حصلنا على أول نص عربي جاهلي يشير إلى حرب نشبت بين مملكة الحيرة ومملكة سبأ وذي ريدان وحضرموت ويمنت في عهد أول ملك من ملوكها وهو "شمر يهرعش".
- سنة 223: بتقويم بصرى عاصمة حوران، وهو يبدأ بدخولها في حوزة الرومان سنة 105م. فسنة كتابة النقش تقابل سنة 328م.
- كسلول: هو شهر كسلو، ويقابله كانون الأول «ديسمبر».